# Akira (nome)
Akira  è un nome proprio di persona giapponese maschile e femminile.

## Origine e diffusione
Può basarsi su diversi termini giapponesi, la maggioranza dei quali (come 明, 昭, o 亮) stanno per "brillante", "chiaro", "luminoso" o significati affini.
Tali kanji si possono ritrovare anche nei nomi Aki e Akiko.

## Onomastico
Non ci sono santi con questo nome, che è quindi adespota: l'onomastico può essere festeggiato il 1º novembre ad Ognissanti.

## Persone

### Femminile
- Akira Amano, fumettista giapponese

### Maschile

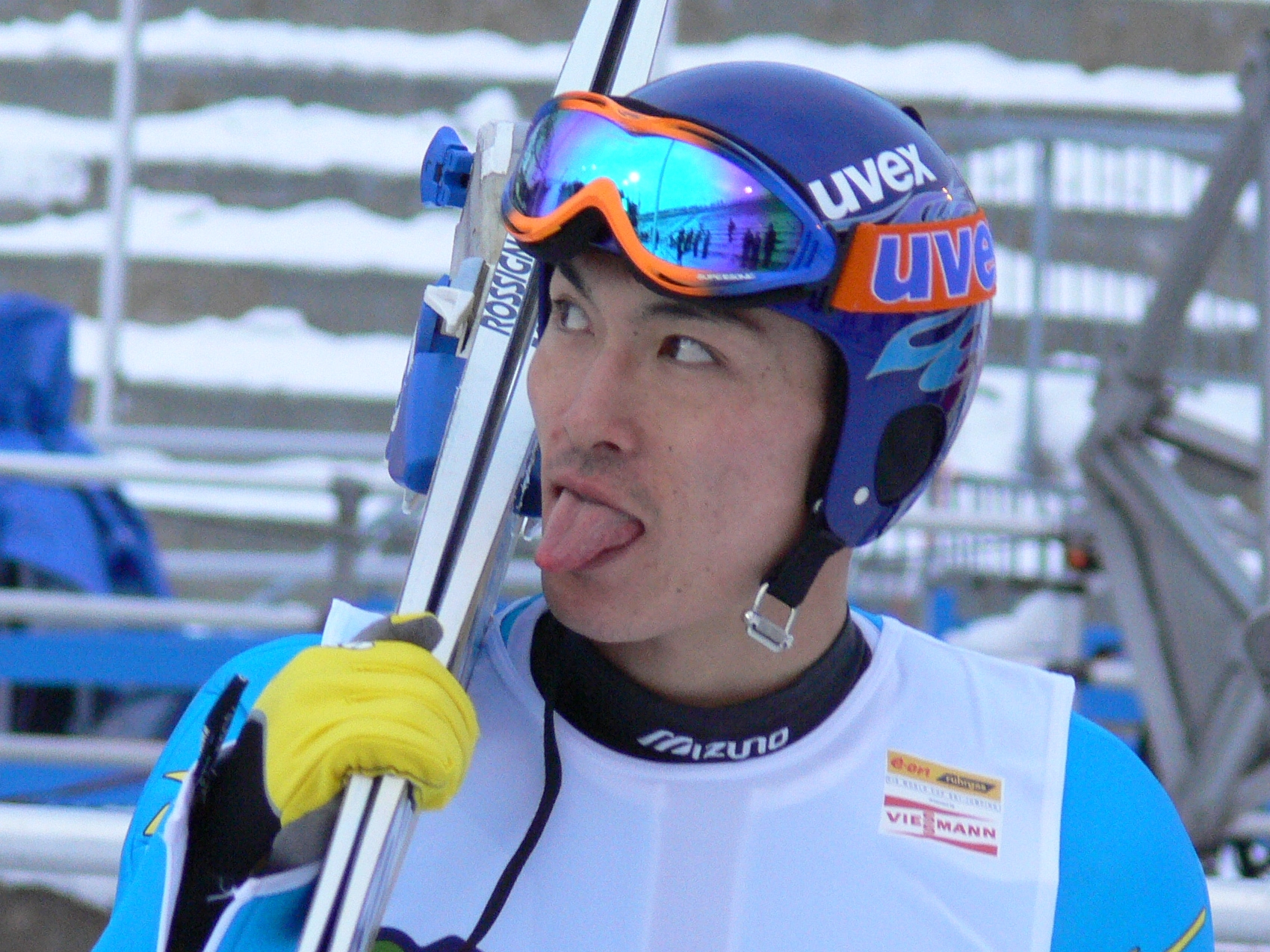
Akira Higashi

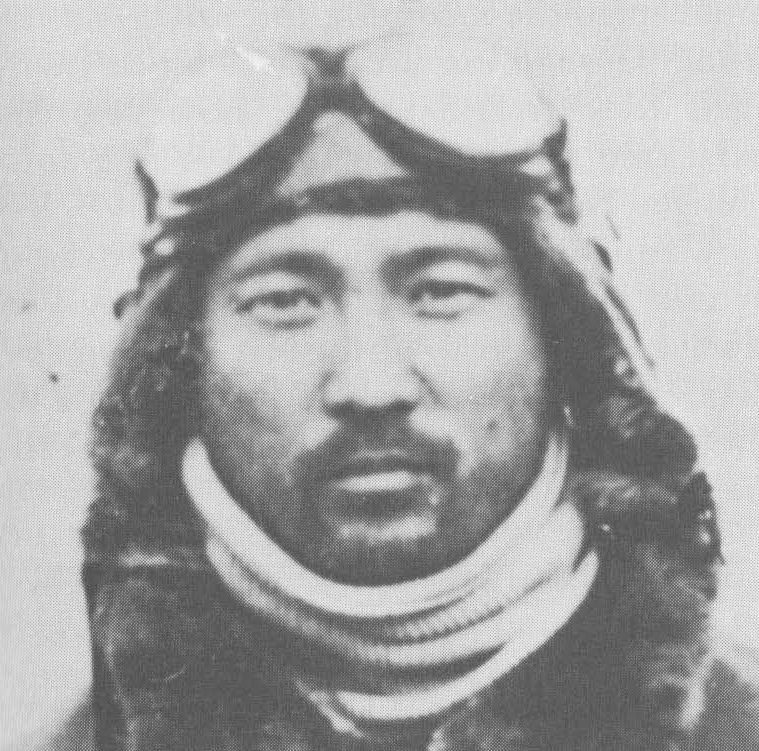
Akira Yamamoto

- Akira, attore, cantante e ballerino giapponese
- Akira Higashi, saltatore con gli sci giapponese
- Akira Ifukube, compositore giapponese
- Akira Ishida, doppiatore giapponese
- Akira Jimbo, batterista giapponese
- Akira Kaji, calciatore giapponese
- Akira Kamiya, doppiatore e attore giapponese
- Akira Kitaguchi, calciatore giapponese
- Akira Kōdate, ingegnere e dirigente d'azienda giapponese
- Akira Kurosawa, regista, sceneggiatore, montatore, produttore cinematografico e scrittore giapponese
- Akira Kushida, cantante giapponese
- Akira Machida, giurista giapponese
- Akira Matsunaga (1914), calciatore giapponese
- Akira Matsunaga (1948), calciatore giapponese
- Akira Nakayama, chitarrista, musicista e arrangiatore giapponese
- Akira Narahashi, calciatore giapponese
- Akira Natori, astronomo giapponese
- Akira Nishino, calciatore e allenatore di calcio giapponese
- Akira Nozawa, calciatore giapponese
- Akira Ryō, pilota motociclistico giapponese
- Akira Sasaki, sciatore alpino giapponese
- Akira Satō, saltatore con gli sci giapponese
- Akira Suzuki, chimico giapponese
- Akira Takarada, attore giapponese
- Akira Takasaki, chitarrista e polistrumentista giapponese
- Akira Terao, attore e musicista giapponese
- Akira Toriyama, fumettista giapponese
- Akira Watanabe, sportivo giapponese
- Akira Yamamoto, aviatore giapponese
- Akira Yamaoka, compositore giapponese
- Akira Yanagawa, pilota motociclistico giapponese
- Akira Yoshida, giocatore di calcio a 5 giapponese
- Akira Yoshizawa, artista giapponese

## Il nome nelle arti
- Akira è un personaggio del manga Akira e dell'omonimo film anime da esso tratto del 1988.
- Akira Fudo è un personaggio della serie manga e anime Devilman.
- Akira Otoishi è un personaggio della serie manga e anime  Le bizzarre avventure di JoJo .
- Akira Sendoh è un personaggio della serie manga e anime Slam Dunk.
- Akira Sengoku è un personaggio del manga Cage of Eden.
- Akira Yamada è un personaggio della serie anime L'invincibile robot Trider G7.
- Akira Yamamoto é un personaggio della serie anime Star Blazers 2199
- Akira Yuki è un personaggio della serie Virtua Fighter.